# Demolición (canción)
«Demolición» es una canción rock and roll de 1965 escrita e interpretada por el grupo de  punk   peruano Los Saicos.
La canción se ha convertido en una de las canciones más populares del rock peruano. Con el tiempo, ha sido catalogada como un himno del grupo. La canción se apoya en una melodía con bastante gancho, con desorden y con un ritmo muy encajado del punk.

## Estructura y composición
La canción fue compuesta por el vocalista de la banda, Erwin Flores en 1965, durante un ensayo. La misma comienza con grito tarareado de Flores: "ta-ta-ta-ta-ta-ya-ya-ya" y su letra es anárquica: "Echemos abajo la estación de tren/Echemos abajo la estación de tren/Demoler, Demoler, Demoler/Demoler, demoler la estación de tren". Su letra da a entender que hay que demoler y destruir una estación de trenes de forma deliberada, en un acto de completa rebeldía. Aunque esto se debe a que según ellos no había nada mejor que hacer y el contenido no encierra nada más allá de eso.
La melodía es repetitiva y está compuesta por cuatro estrofas. Su estructura armónica se compone de tres simples acordes de modo mayor: La, Re y Mi. Tanto el riff de introducción como el solo, están basado en la escala de La Mayor.
La instrumentación está influenciada por el surf rock de Dick Dale (muy popular en ese entonces) y su duración es solo de dos minutos y cincuenta y tres segundos.
En 1965, se realizó la grabación de la canción, grabado por la discográfica Dis-Perú en el Perú, publicado el mismo año, y relanzado por Electro Harmonix años después.

## Legado
Se han hecho muchas versiones de esta canción. En Inglaterra inclusive se utilizó esta canción en un comercial en Londres para una publicidad de comida para gatos.
En el Perú la banda que más versionó esta canción en sus conciertos y discos fue Leusemia.
La canción forma parte de la banda sonora de la película Blue Beetle (Escarabajo Azul), del universo DC Comics.
En Argentina la banda que se hizo cargo de este cover  fue Faco y sus pibinhos e Varsobia.
Formó parte del disco no oficial Wild Teen Punk from Perú 1965, lanzado en 1999 en España.
En 2011 fue lanzado un documental, Saicomanía sobre su historia, música y legado en el rock mundial.

## Créditos
- Erwin Flores (guitarra y voz)
- Rolando "El Chino" Carpio (guitarra)
- César "Papi" Castrillón (bajo y voz)
- Francisco "Pancho" Guevara (batería)